# Siyabuswa
Siyabuswa è un centro abitato del Sudafrica, situato nella provincia dello Mpumalanga. 